# Gaagandhoo (Kaafu)
Pour les articles homonymes, voir Gaagandhoo.
Gaagandhoo est une petite île inhabitée des Maldives. Elle accueille divers bâtiments destinés à l'export de poissons exotiques pour aquarium. L'île voisine l'île plus grande de Furanafushi.

## Géographie
Gaagandhoo est située dans le centre des Maldives, dans le Sud-Est de l'atoll Malé Nord, dans la subdivision de Kaafu, à proximité de la capitale Malé. 